# Sequehart
Sequehart és un municipi francès situat al departament de l'Aisne i a la regió dels Alts de França. L'any 2007 tenia 226 habitants.

## Demografia

### Població
El 2007 la població de fet de Sequehart era de 226 persones. Hi havia 90 famílies de les quals 20 eren unipersonals (12 homes vivint sols i 8 dones vivint soles), 29 parelles sense fills, 37 parelles amb fills i 4 famílies monoparentals amb fills.
La població ha evolucionat segons el següent gràfic:
Habitants censats

### Habitatges
El 2007 hi havia 104 habitatges, 89 eren l'habitatge principal de la família, 6 eren segones residències i 10 estaven desocupats. 100 eren cases i 4 eren apartaments. Dels 89 habitatges principals, 73 estaven ocupats pels seus propietaris, 14 estaven llogats i ocupats pels llogaters i 1 estava cedit a títol gratuït; 3 tenien dues cambres, 9 en tenien tres, 18 en tenien quatre i 58 en tenien cinc o més. 68 habitatges disposaven pel capbaix d'una plaça de pàrquing. A 33 habitatges hi havia un automòbil i a 44 n'hi havia dos o més.

### Piràmide de població
La piràmide de població per edats i sexe el 2009 era:
| Homes | Edats   | Dones |
| ----- | ------- | ----- |
| 0     | 95 o +  | 0     |
| 0     | 90 a 94 | 4     |
| 0     | 85 a 89 | 4     |
| 0     | 80 a 84 | 0     |
| 8     | 75 a 79 | 0     |
| 4     | 70 a 74 | 4     |
| 4     | 65 a 69 | 8     |
| 8     | 60 a 64 | 4     |
| 8     | 55 a 59 | 0     |
| 12    | 50 a 54 | 12    |
| 4     | 45 a 49 | 0     |
| 12    | 40 a 44 | 12    |
| 12    | 35 a 39 | 16    |
| 4     | 30 a 34 | 0     |
| 4     | 25 a 29 | 0     |
| 8     | 20 a 24 | 4     |
| 4     | 15 a 19 | 4     |
| 12    | 10 a 14 | 8     |
| 12    | 5 a 9   | 4     |
| 4     | 0 a 4   | 0     |

## Economia
El 2007 la població en edat de treballar era de 145 persones, 108 eren actives i 37 eren inactives. De les 108 persones actives 98 estaven ocupades (49 homes i 49 dones) i 10 estaven aturades (2 homes i 8 dones). De les 37 persones inactives 16 estaven jubilades, 13 estaven estudiant i 8 estaven classificades com a «altres inactius».

### Ingressos
El 2009 a Sequehart hi havia 88 unitats fiscals que integraven 229,5 persones, la mediana anual d'ingressos fiscals per persona era de 18.347 €.

### Activitats econòmiques
Dels 8 establiments que hi havia el 2007, 1 era d'una empresa extractiva, 2 d'empreses de fabricació d'altres productes industrials, 3 d'empreses de construcció, 1 d'una empresa financera i 1 d'una empresa immobiliària.
Dels 4 establiments de servei als particulars que hi havia el 2009, 1 era un paleta, 1 fusteria, 1 lampisteria i 1 agència immobiliària.
L'any 2000 a Sequehart hi havia 8 explotacions agrícoles.

## Poblacions més properes
El següent diagrama mostra les poblacions més properes.